# Panská hospoda (Kounice)
Bývalá panská hospoda stojí v těsné blízkosti hasičské zbrojnice a zámku při hlavním tahu II/272 v městysu Kounice v okrese Nymburk. Jedná se o patrovou budovu z 18. století, která je od 31. prosince 1965 kulturní památkou.

## Historie a popis
Jednopodlažní nárožní patrové stavba na obdélném půdorysu s čelní fasádou o devíti okenních osách stojí u vjezdu do hospodářského dvora kounického zámku. Kolem oken je vyvedena štuková plastika a nad těmi v patře se střídají trojúhelníkové a segmentové frontony. Přízemí od prvního patra dělí markantní kordonová římsa. Objekt je zakryt mansardovou střechou s eternitem a čtyřmi vikýři na čelní straně. Do dvora se vjíždělo dvěma branami, z nichž se zachovala ta východní, postavená z cihel a pískovce a zdobená trojúhelníkovým štítem a výraznou profilovanou římsou, která dnes funkčně náleží k sousedními domu čp. 328. K hostinci náležely i další hospodářské budovy (nejspíše stáje).
Ke stavbě byly ve 20. století, kdy se v budově nacházel obchod s potravinami a bytové jednotky, přistavěny nesourodé přístavky, jimiž se výrazně změnila původní dispozice interiéru. Později byla do objektu umístěna vývařovna JZD. V roce 1969 byl stav památky označen za neutěšený s opadávající omítkou, nevyčištěnými žleby a porušenou střešní konstrukcí.
Dnes v areálu sídlí pracoviště Ústavu archeologické památkové péče středních Čech.